# Petrolakozaur
Petrolakozaur (Petrolacosaurus) – gad należący do najwcześniejszych diapsydów w historii Ziemi. Żył w górnym karbonie, około 300 milionów lat temu na leśnych terenach obecnej Ameryki Północnej. Było to niewielkie (całkowita długość wynosiła około 40 cm) i zwinne zwierzę. Miało już wykształcone dwie pary otworów skroniowych.
Skamieniałości petrolakozaura świadczą, że zaledwie kilkanaście milionów lat po pojawieniu się pierwszych gadów, takich jak Hylonomus, wykształciły się z nich diapsydy. Wiemy też, że równolegle do nich ze współczesnego petrolakozaurowi Haptodusa, lub jego bliskich krewnych, rozwinęły się także synapsydy.
Interesujące jest uzębienie zwierzęcia, w skład którego wchodziły między innymi zęby podobne do kłów, znajdujące analogie u żyjących pod koniec permu terapsydów – będących synapsydami – oraz ssaków, które z nich wyewoluowały. Jednakże podobieństwo te jest zapewne przypadkowe.
Petrolakozaur żywił się prawdopodobnie owadami. Sam mógł stanowić łup takich zwierząt, jak olbrzymie praważki Meganeura, pająki pokroju Mesothelae, czy antrakozaury z rodzaju Proterogyrinus, przedstawionych wraz z petrolakozaurem w serialu paradokumentalnym Zanim przywędrowały dinozaury.

Dane
Czas: Karbon, 300 mln lat temu
Występowanie: Ameryka północna
Długość: ok. 40 cm
| ← mln lat temuPetrolakozaur |          |            |          |          |           |         |          |         |          |           |      |    |
| Prekambr←4,6 mld            | Kambr541 | Ordowik485 | Sylur443 | Dewon419 | Karbon359 | Perm299 | Trias252 | Jura201 | Kreda145 | Paleog.66 | Ng23 | Q2 |